# Luis Reyes Peñaranda
Luis Reyes Peñaranda (1911. június 5. – ?) válogatott bolíviai labdarúgó.

## Pályafutása
Az Univ. La Paz labdarúgója volt. A bolíviai válogatott tagjaként részt vett az 1930-as uruguayi világbajnokságon.

## Külső hivatkozások
- Luis Reyes Peñaranda a FIFA.com honlapján Archiválva 2015. február 4-i dátummal a Wayback Machine-ben

1. ↑  FBref